# Aby-Adjouan-Mohoua
Aby-Adjouan-Mohoua  est une localité du sud-est de la Côte d'Ivoire, et appartenant au département d'Adiaké, Région du Sud-Comoé. La localité d'Aby-Adjouan-Mohoua est un chef-lieu de commune.
Aby, Adjouan et Mohoua constituent chacun un village autonome. Il est donc inexact de les présenter comme un seul et même chef lieu.